# Krzymień
Jezioro Krzymień – jezioro morenowe w Kotlinie Gorzowskiej, w gminie Sieraków, we wsi Izdebno.
Pod względem wielkości jezioro zajmuje 7. lokatę w gminie (77,17 ha)

## Turystyka
Północnym brzegiem jeziora biegnie pieszy szlak  PTTK, biegnący na wzgórze Kaczemka (53,5 m) – największe wzniesienie wsi, położone 200 m od koryta Warty.